# 梅氏雅蛛
梅氏雅蛛（学名：Yaginumaella medvedevi）为跳蛛科雅蛛属的动物。分布于北朝鲜、独联体以及中国大陆的吉林、山西等地。该物种的模式产地在独联体。